# Crvena Reka
Crvena Reka (izvirno srbsko Црвена Река) je naselje v Srbiji, ki upravno spada pod Občino Bela Palanka; slednja pa je del Pirotskega upravnega okraja.

## Demografija
V naselju živi 250 polnoletnih prebivalcev, pri čemer je njihova povprečna starost 43,2 let (42,9 pri moških in 43,5 pri ženskah). Naselje ima 114 gospodinjstev, pri čemer je povprečno število članov na gospodinjstvo 2,66.
To naselje je, glede na rezultate popisa iz leta 2002, večinoma srbsko.
|  |

| Demografija | Demografija     | Demografija     |
| Leto        | Št. prebivalcev | Št. prebivalcev |
| ----------- | --------------- | --------------- |
|             |                 |                 |
|             |                 |                 |
|             |                 |                 |
|             |                 |                 |
| 1948        | 261             |                 |
| 1953        | 281             |                 |
| 1961        | 413             |                 |
| 1971        | 321             |                 |
| 1981        | 357             |                 |
| 1991        | 404             | 401             |
| 2002        | 304             | 303             |
|             |                 |                 |

| Etnična sestava po popisu iz leta 2002 | Etnična sestava po popisu iz leta 2002 | Etnična sestava po popisu iz leta 2002 | Etnična sestava po popisu iz leta 2002 | Etnična sestava po popisu iz leta 2002 |
| -------------------------------------- | -------------------------------------- | -------------------------------------- | -------------------------------------- | -------------------------------------- |
| Srbi                                   | Srbi                                   |                                        | 271                                    | 89,43%                                 |
| Romi                                   | Romi                                   |                                        | 27                                     | 8,91%                                  |
| Neznano                                | Neznano                                |                                        | 5                                      | 1,65%                                  |